# نفل أجوف
النفل الأجوف (باللاتينية: Trifolium bullatum) نوع نباتي من جنس النفل من الفصيلة البقولية.

## البيئة والانتشار
موطنه الأصلي بلاد الشام وتركيا.